# Jacques Leijh
Jacobus (Jacques) Leijh (Den Haag, 3 september 1856 - Haarlem, 14 mei 1902) was stadsarchitect van Haarlem.

## Leven en werk
Leijh werd in 1856 in Den Haag geboren als Jacobus Leijh, zoon van de laarzenmaker Jacobus Leijh en Isabella Theodora Hoek. Na een studie in Antwerpen en Wenen werd hij benoemd tot opzichter bij de gemeente Haarlem. Omstreeks 1880 werd hij op 23-jarige leeftijd benoemd tot gemeentearchitect aldaar. Hij ontwierp onder andere diverse bruggen in Haarlem, zoals de Kennemerbrug, Prins Hendrikbrug, Leidsebrug, Nassaubrug en de Zijlbrug. Ook ontwierp hij zowel de Opleidingsschool voor Jongens aan de Wilhelminastraat als de Opleidingsschool voor Meisjes aan de Prins Hendrikstraat. In het eerstgenoemde gebouw verwerkte hij het timpaan van de afgebroken Kennemerpoort. De restauratie van de Haarlemse raadszaal in 1891 werd uitgevoerd naar een ontwerp van Leijh. Samen met de architect Jacob Ernst van den Arend ontwierp hij in Haarlem een nieuw stadsdeel tussen Sophiastraat en Leidsevaart, waarbij ook een aantal van de eerder genoemde bruggen heeft ontworpen. In 1898 ontwierp Leijh het politiebureau aan de Smedestraat in Haarlem in de trant van de neo-Hollandse renaissance. Zowel dit voormalige politiebureau als de voormalige meisjesschool zijn erkend als rijksmonument. Andere gebouwen die door Leijh in Haarlem werden ontworpen waren de stadsapotheek en het openbare slachthuis.
Leijh trouwde op 20 augustus 1880 te Den Haag met Elisabeth Johanna Christina 't Hart. Hij overleed in mei 1902 op 45-jarige leeftijd in Haarlem. Hij werd op 19 mei 1902 begraven in het door hemzelf ontworpen mausoleum op de Algemene Begraafplaats Kleverlaan in Haarlem. Zijn broer Marinus Theodoor Leijh (1863-1920) was architect in Amsterdam, onder meer van de panden in de Palestrinastraat 3-7 en de Roemer Visscherstraat 12-16.

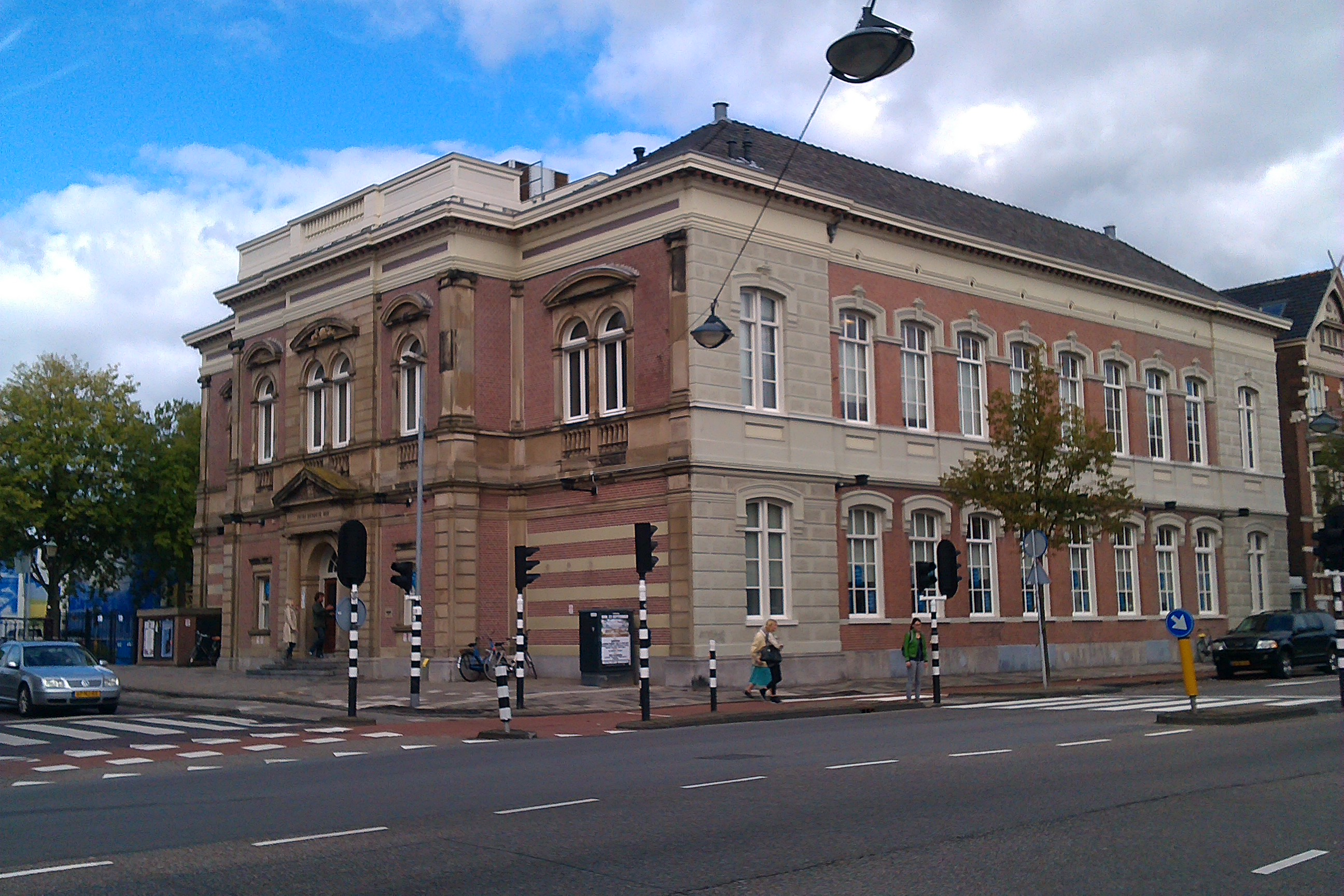
voormalige Opleidingsschool voor Meisjes
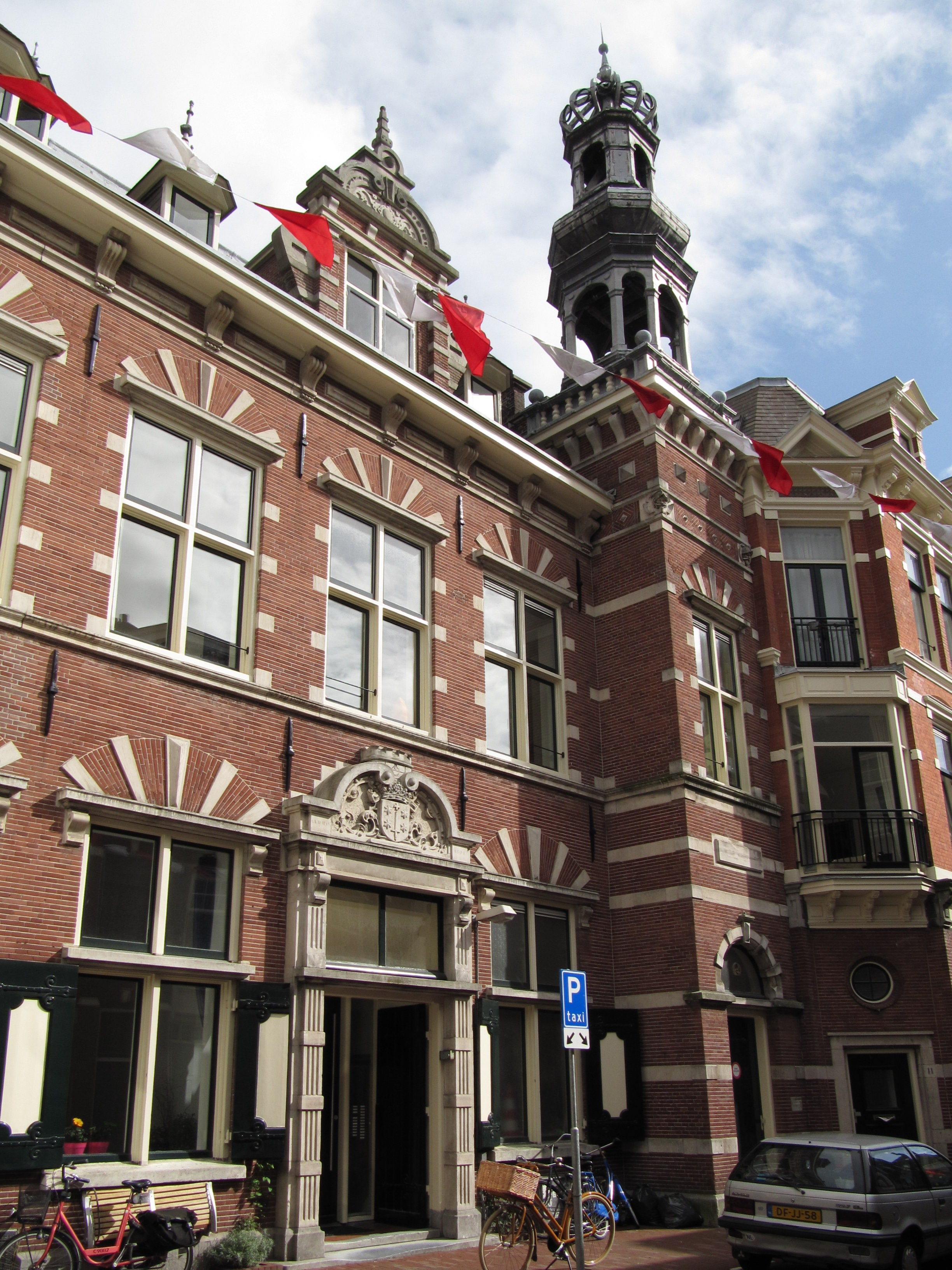
Voormalig Politiebureau